# Pogradec
 (août 2024).
Si vous disposez d'ouvrages ou d'articles de référence ou si vous connaissez des sites web de qualité traitant du thème abordé ici, merci de compléter l'article en donnant les références utiles à sa vérifiabilité et en les liant à la section « Notes et références ».
Pogradec (en albanais : Pogradec ou Pogradeci, en français aussi parfois Pogradetz), est une municipalité d'Albanie et le chef-lieu du district de Pogradec dans la préfecture de Korçë. Elle est située sur les rives du lac d'Ohrid, à 86 km au sud-est de Tirana. Sa population s'élevait à environ 61 530 habitants en 2011.